# جیسون برنان
جیسون اف. برنان (متولد ۱۹۷۹) فیلسوف و استاد تجارت دانشگاه آمریکایی است. او در حال حاضر استاد راهبرد، اقتصاد، اخلاق و سیاست عمومی گروه رابرت جی و الیزابت فلاناگان در دانشکده تجارت مک دونا در دانشگاه جورج تاون است.
برنان در مورد نظریه دموکراسی، اخلاق رأی دادن، شایستگی و قدرت، آزادی و مبانی اخلاقی جامعه تجاری کتب و مقالاتی منتشر کرده‌است. پژوهش‌های او بر تلاقی فلسفه سیاسی هنجاری و علوم اجتماعی تجربی، به ویژه پرسش‌هایی دربارهٔ رفتار رأی‌دهندگان، آسیب‌شناسی دموکراسی و پیامدهای آزادی متمرکز است. او بر این باور است که اکثر شهروندان وظیفه اخلاقی دارند که رأی ندهند.

## تحصیلات
برنان در توکسبری ماساچوست و هادسون نیوهمپشایر بزرگ شد. او در دانشگاه کیس وسترن رزرو و دانشگاه نیوهمپشایر در مقطع کارشناسی تحصیل کرد. او دکترای خود در رشته فلسفه در دانشگاه آریزونا اخذ کرد و از سال ۲۰۰۶ تا ۲۰۱۱، به سرپرستی دیوید اشمیتز، پژوهشگر پروژه نظریه سیاسی و سپس استادیار فلسفه در دانشگاه براون بود.

## آثار
- تاریخچه مختصری از آزادی، ۲۰۱۰، به همراه دیوید اشمیتز
- اخلاق انتخابات، ۲۰۱۱، انتشارات دانشگاه پرینستون
- آزادی گرایی: آنچه همه باید بدانند، ۲۰۱۲، انتشارات دانشگاه آکسفورد
- رأی اجباری: موافق و مخالف، ۲۰۱۴، به همراه لیزا هیل، انتشارات دانشگاه کمبریج
- چرا سرمایه‌داری نه؟، ۲۰۱۴
- بازارهای بدون محدودیت، ۲۰۱۵، به همراهی پیتر جاورسکی
- فلسفه سیاسی: ۲۰۱۶
- علیه دموکراسی، ۲۰۱۶، انتشارات دانشگاه پرینستون
- در دفاع از رهایی: چرا آزادی جهانی راه حل انسانی برای فقر جهانی است، ۲۰۱۸، به همراه بس وان در وسن، انتشارات دانشگاه آکسفورد
- وقتی همه چیز شکست می‌خورد: اخلاق مقاومت در برابر بی عدالتی دولتی، ۲۰۱۸، انتشارات دانشگاه پرینستون
- شکاف‌های برج عاج، ۲۰۱۹، به همراه فیل مگنس، انتشارات دانشگاه آکسفورد
- بی عدالتی برای همه؛ چگونه مشوق‌های مالی فاسد شدند و توانستند سیستم عدالت جنایی ایالات متحده را اصلاح کنند، ۲۰۱۹، به همراه کریس دبلیو سورپرنانت
- اگر بتوانید آن را بدست بیاورید، موفق می‌شوید: چگونه در دانشگاه موفق شویم، ۲۰۲۰، انتشارات دانشگاه جان هاپکینز
- چرا خوب است که بخواهید ثروتمند باشید، ۲۰۲۰
- اخلاق تجاری برای رفتار بهتر، ۲۰۲۱، به همراه ویلیام انگلیسی، جان حسناس و پیتر جاورسکی، انتشارات دانشگاه آکسفورد
- بحث دربارهٔ دموکراسی، ۲۰۲۱، به همراه هلن لندمور، انتشارات دانشگاه آکسفورد